# US-amerikanische Leichtathletik-Meisterschaften 2019
Die US-amerikanischen Leichtathletik-Meisterschaften 2019 fanden vom 25. bis 28. Juli 2019 im Drake Stadium in Des Moines, Iowa statt.

## Qualifikation für die Weltmeisterschaften
Die Titelkämpfe dienten auch der Qualifikation für das US-amerikanische Team bei den Leichtathletik-Weltmeisterschaften 2019 in Doha. Hierfür mussten ein Athlet die Qualifikationsnorm bis zum 28. Juli erfüllen und bei drei zu vergebenen WM-Plätzen im Endklassement der jeweiligen Disziplin zu den drei besten Sportlern mit erfüllter Qualifikationsnorm gehören. Die Titelverteidiger der letzten Weltmeisterschaften und die Sieger der Diamond League 2019 bekamen vom Weltleichtathletikverband IAAF ein automatisches Startrecht, der US-amerikanische Leichtathletikverband verlangte zusätzlich einen Start in Des Moines.

## Ergebnisse
Qualifikationsnorm für die Weltmeisterschaften wurde nicht erfüllt
   Qualifikationsnorm für die Weltmeisterschaften wurde nicht oder nicht rechtzeitig erfüllt, wurden aber nach Einladung der IAAF dennoch nominiert

### Männer
| Disziplin        | Gold              | Gold            | Silber               | Silber          | Bronze              | Bronze         |
| ---------------- | ----------------- | --------------- | -------------------- | --------------- | ------------------- | -------------- |
| 100 m            | Christian Coleman | 9,99 s          | Mike Rodgers         | 10,12 s         | Christopher Belcher | 10,12 s        |
| 200 m            | Noah Lyles        | 19,78 s         | Christian Coleman    | 20,02 s         | Ameer Webb          | 20,45 s SB     |
| 400 m            | Fred Kerley       | 43,64 s PB      | Michael Norman       | 43,79 s         | Nathan Strother     | 44,29 s PB     |
| 800 m            | Donavan Brazier   | 1:45,62 min     | Clayton Murphy       | 1:46,01 min     | Bryce Hoppel        | 1:46,31 min    |
| 1500 m m1        | Craig Engels      | 3:44,93 min     | Matthew Centrowitz   | 3:44,97 min     | Josh Thompson       | 3:45,25 min    |
| 5000 m m2        | Lopez Lomong      | 13:25,53 min    | Paul Chelimo         | 13:25,80 min    | William Kincaid     | 13:26,84 PB    |
| 10.000 m         | Lopez Lomong      | 27:30,06 min PB | Shadrack Kipchirchir | 27:47,71 min SB | Leonard Korir       | 28:01,43 min   |
| 110 m Hürden     | Daniel Roberts    | 13,23 s         | Grant Holloway       | 13,36 s         | Devon Allen         | 13,38 s        |
| 400 m Hürden     | Rai Benjamin      | 47,23 s         | T.J. Holmes          | 48,56 s SB      | Amere Lattin        | 48,66 s PB     |
| 3000 m Hindernis | Hillary Bor       | 8:18,05 min     | Stanley Kebenei      | 8:19,12 min     | Andy Bayer          | 8:23,23 min    |
| 10.000 m Gehen   | Nick Christie     | 41:56,61 min    | Emmanuel Corvera     | 43:10,87 min    | John Cody Risch     | 43:36,43 min   |
| Hochsprung m3    | Jeron Robinson    | 2,30 m SB       | Shelby McEwen        | 2,30 m PB       | Jonathan Wells      | 2,24 m         |
| Stabhochsprung   | Sam Kendricks     | 6,06 m AR       | Cole Walsh           | 5,76 m          | KC Lightfoot        | 5,76 m         |
| Weitsprung m4    | Ja’Mari Ward      | 8,12 m SB       | Will Claye           | 8,06 m          | Trumaine Jefferson  | 8,02 m         |
| Dreisprung       | Donald Scott      | 17,74 m         | Will Claye           | 17,70 m         | Omar Craddock       | 17,55 m        |
| Kugelstoßen      | Ryan Crouser      | 22,62 m         | Joe Kovacs           | 22,31 m SB      | Darrell Hill        | 22,11 m SB     |
| Diskuswurf m5    | Sam Mattis        | 66,69 m SB      | Brian Williams       | 65,76 m PB      | Kord Ferguson       | 63,25 m PB     |
| Hammerwurf       | Conor McCullough  | 78,14 m PB      | Rudy Winkler         | 76,51 m SB      | Daniel Haugh        | 76,44 m PB     |
| Speerwurf        | Michael Shuey     | 82,85 m PB      | Riley Dolezal        | 82,84 m SB      | Tim Glover          | 77,47 m SB     |
| Zehnkampf        | Devon Williams    | 8295 Punkte SB  | Solomon Simmons      | 8227 Punkte PB  | Harrison Williams   | 8188 Punkte PB |

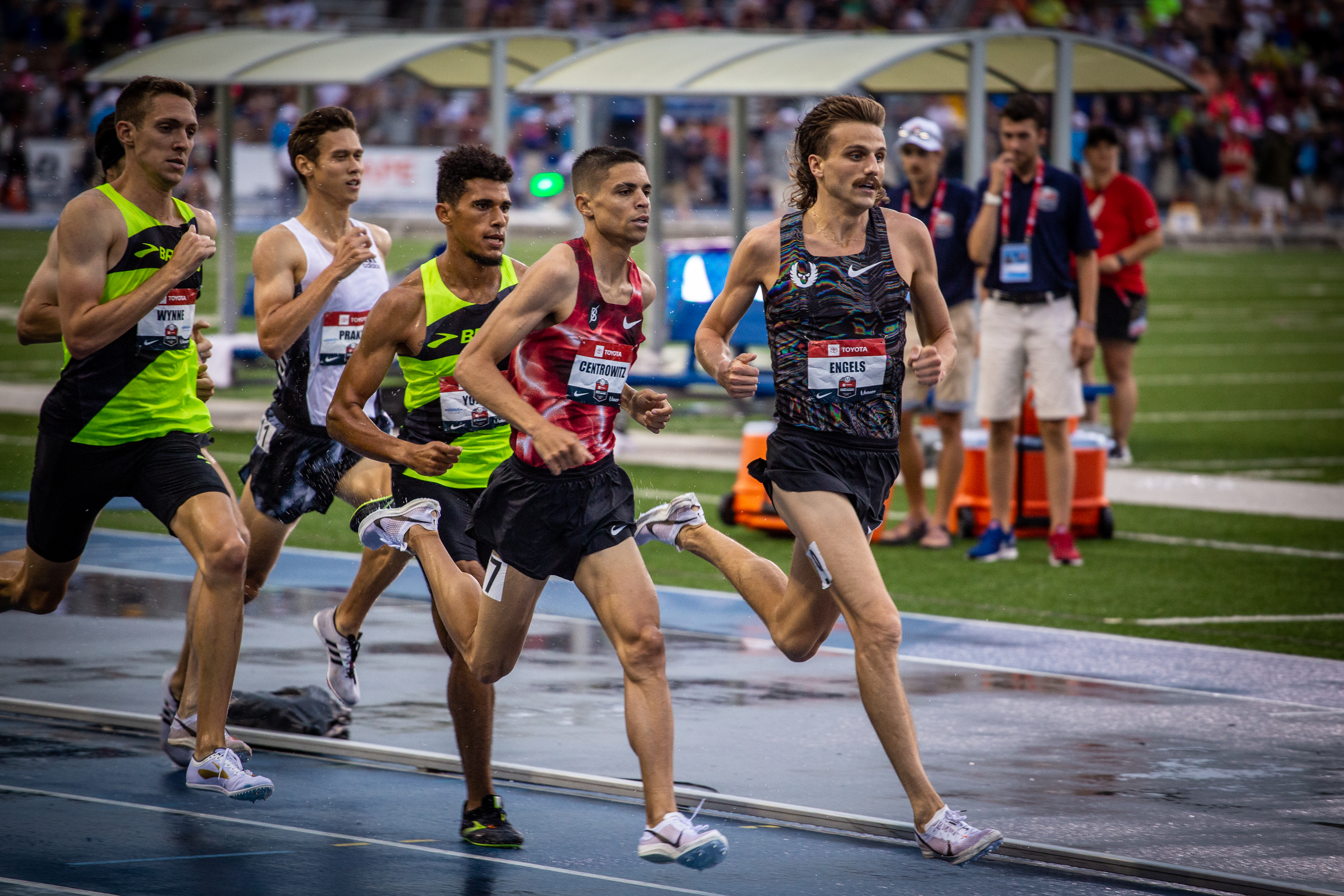
Craig Engels (rechts) gewann den 1500-Meter-Lauf

### Frauen
| Disziplin        | Gold              | Gold           | Silber            | Silber         | Bronze             | Bronze          |
| ---------------- | ----------------- | -------------- | ----------------- | -------------- | ------------------ | --------------- |
| 100 m            | Teahna Daniels    | 11,20 s        | English Gardner   | 11,25 s        | Morolake Akinosun  | 11,28 s         |
| 200 m            | Dezerea Bryant    | 22,47 s SB     | Brittany Brown    | 22,61 s        | Angie Annelus      | 22,71 s         |
| 400 m            | Shakima Wimbley   | 50,21 s        | Kendall Ellis     | 50,38 s SB     | Wadeline Jonathas  | 50,44 s PB      |
| 800 m            | Ajeé Wilson       | 1:57,72 min SB | Hanna Green       | 1:58,19 min PB | Raevyn Rogers      | 1:58,84 min     |
| 1500 m           | Shelby Houlihan   | 4:03,18 min    | Jenny Simpson     | 4:03,41 min    | Nikki Hiltz        | 4:03,55 min PB  |
| 5000 m           | Shelby Houlihan   | 15:15,50 min   | Karissa Schweizer | 15:17,03 min   | Elle Purrier       | 15:17,46 min    |
| 10.000 m f1      | Molly Huddle      | 31:58,47 min   | Emily Sisson      | 32:02,19 min   | Kellyn Taylor      | 32:02,74 min SB |
| 100 m Hürden     | Kendra Harrison   | 12,44 s        | Nia Ali           | 12,55 s SB     | Brianna McNeal     | 12,61 s SB      |
| 400 m Hürden     | Dalilah Muhammad  | 52,20 s WR     | Sydney McLaughlin | 52,88 s SB     | Ashley Spencer     | 53,11 s =PB     |
| 3000 m Hindernis | Emma Coburn       | 9:25,63 min    | Courtney Frerichs | 9:26,61 min    | Colleen Quigley    | 9:30,97 min     |
| 10.000 m Gehen   | Katie Burnett     | 46:12,45 m PB  | Miranda Melville  | 46,49,90 m PB  | Robyn Stevens      | 47:22,54 m      |
| Hochsprung       | Vashti Cunningham | 1,96 m         | Inika McPherson   | 1,94 m SB      | Tynita Butts       | 1,92 m PB       |
| Stabhochsprung   | Sandi Morris      | 4,85 m SB      | Katie Nageotte    | 4,80 m         | Jenn Suhr          | 4,70 m          |
| Weitsprung       | Brittney Reese    | 7,00 m SB      | Jasmine Todd      | 6,79 m SB      | Sha'Keela Saunders | 6,78 m SB       |
| Dreisprung       | Keturah Orji      | 14,56 m        | Tori Franklin     | 14,36 m SB     | Imani Oliver       | 13,86 m SB      |
| Kugelstoßen      | Chase Ealey       | 19,56 m        | Michelle Carter   | 18,69 m SB     | Magdalyn Ewen      | 18,44 m         |
| Diskuswurf       | Valarie Allman    | 64,34 m        | Kelsey Card       | 63,33 m SB     | Laulauga Tausaga   | 62,08 m         |
| Hammerwurf       | DeAnna Price      | 78,24 m AR     | Gwen Berry        | 76,46 m PB     | Brooke Andersen    | 75,30 m         |
| Speerwurf        | Ariana Ince       | 61,06 m        | Kara Winger       | 59,73 m        | Jenna Gray         | 57,29 m =PB     |
| Siebenkampf      | Erica Bougard     | 6663 Punkte SB | Kendell Williams  | 6610 Punkte PB | Chari Hawkins      | 6230 Punkte PB  |

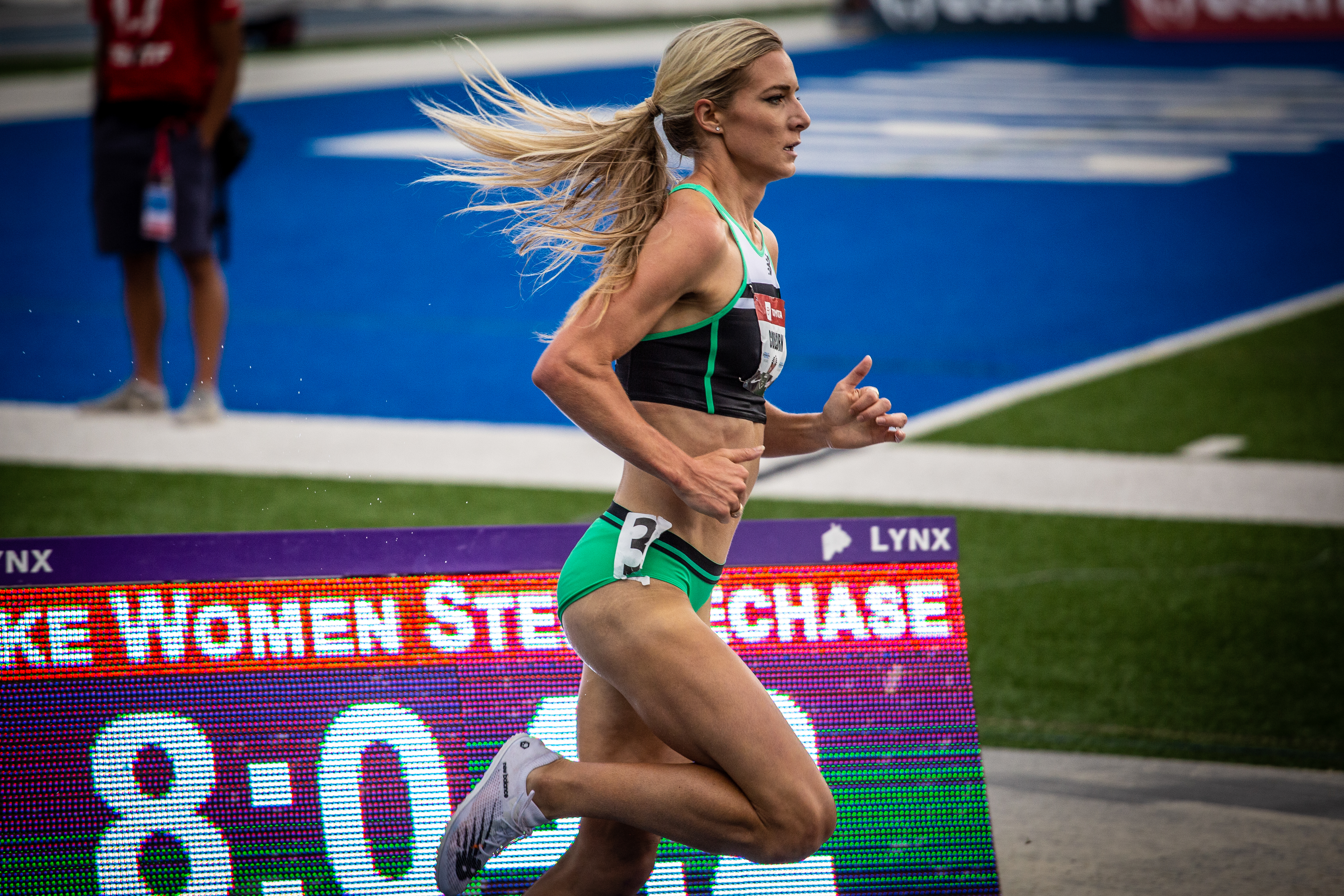
Emma Coburn siegte im 3000-Meter-Hindernislauf
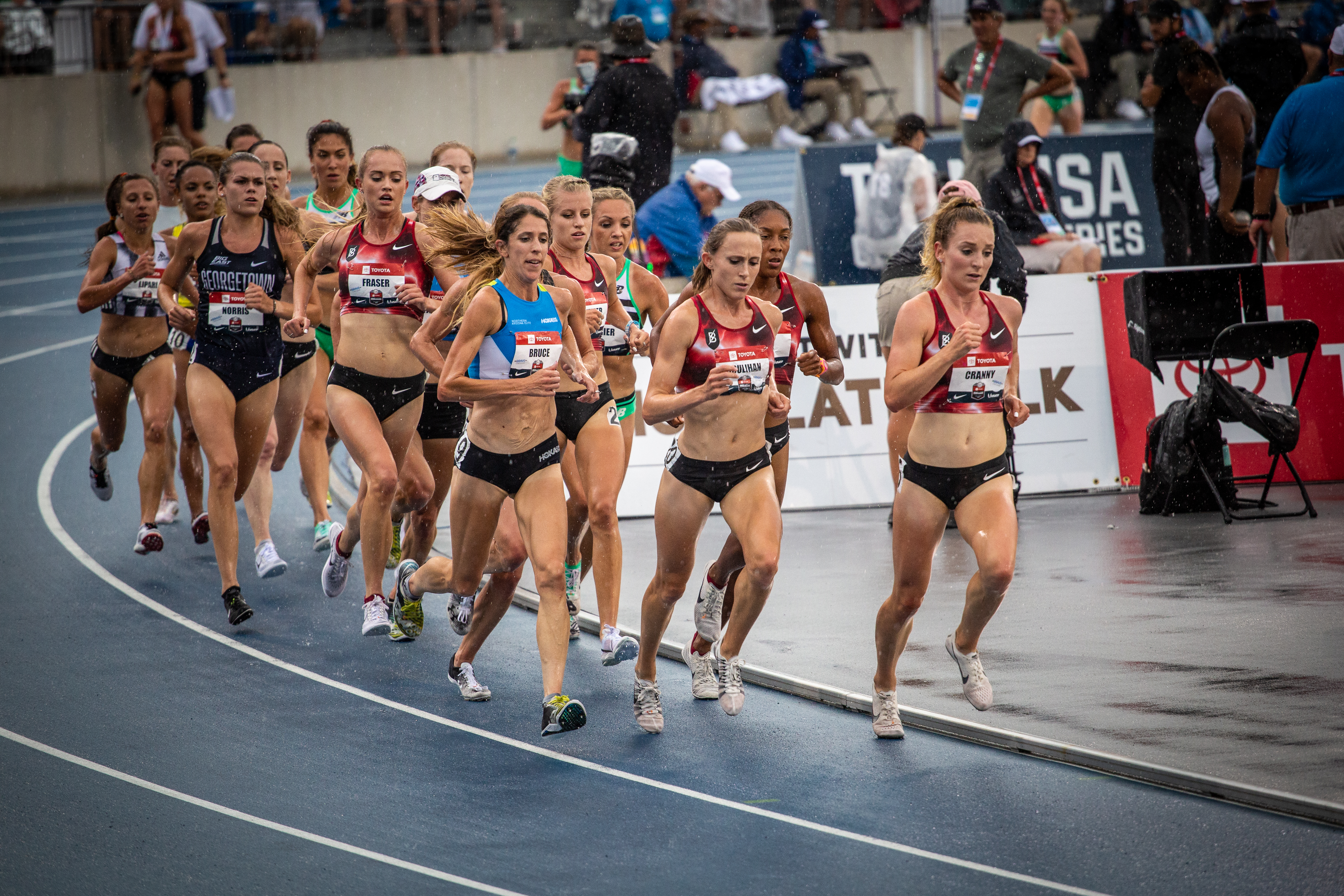
5000-Meter-Lauf
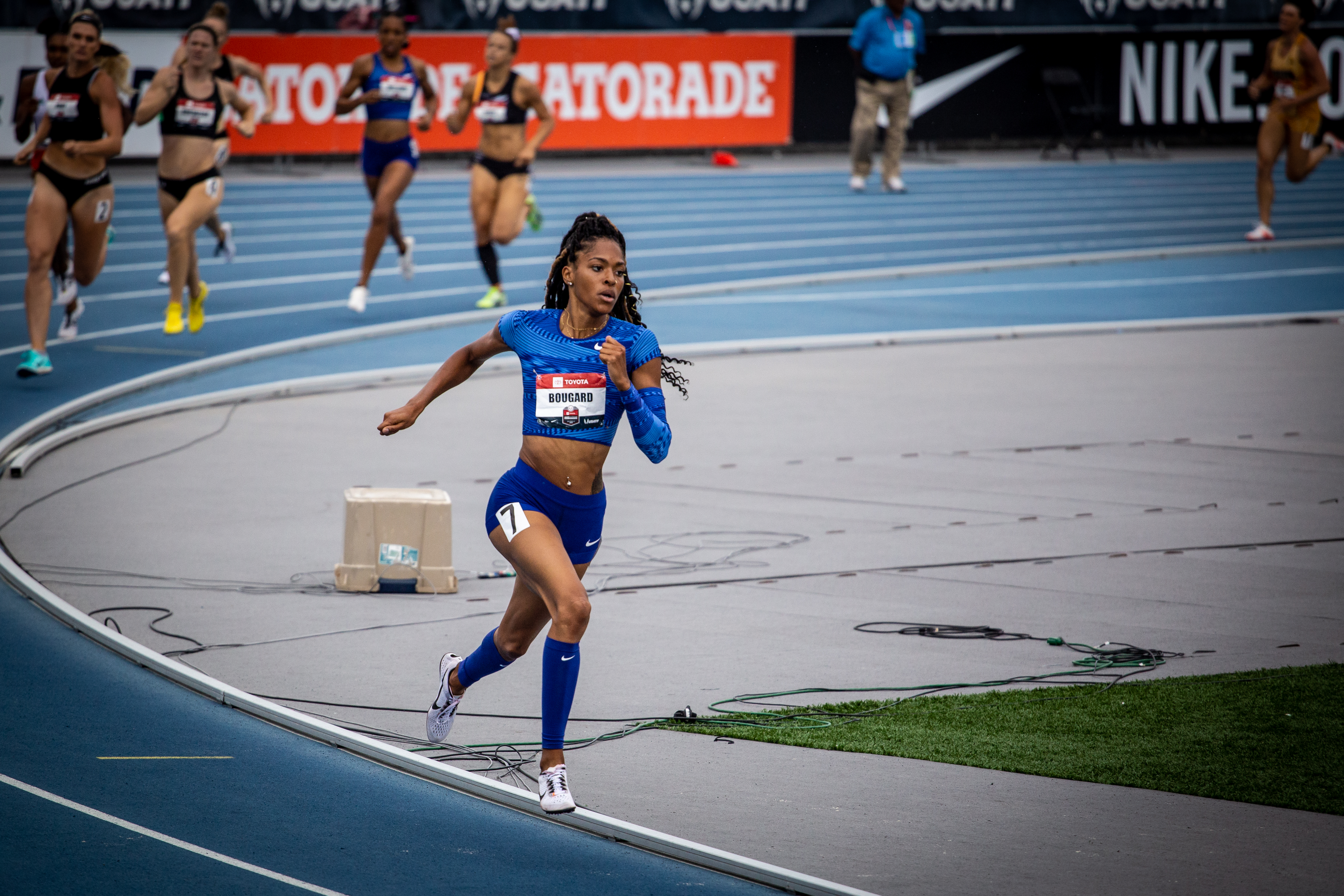
Erica Bougard gewann den Siebenkampf